# Cantonul Ussel-Ouest
Cantonul Ussel-Ouest este un canton din arondismentul Ussel, departamentul Corrèze, regiunea Limousin, Franța.

## Comune
- Chaveroche
- Lignareix
- Saint-Angel
- Saint-Pardoux-le-Vieux
- Ussel (parțial, reședință)